# Hans Zeppmeisel
Hans Zeppmeisel (* 23. Oktober 1939) ist ein ehemaliger deutscher Fußballspieler.

## Laufbahn
Der Torhüter begann seine fußballerische Laufbahn bei SG Dynamo Aschersleben. Im Jahr 1962 schloss sich bis Herbst 1964 die Station bei BSG Turbine Magdeburg an. Ab Herbst 1964 hütete er das Tor von BSG Lokomotive Stendal in der DDR-Oberliga. In der Runde 1964/65 belegten die Schwarz-Roten aus der Altmark den sechsten Rang. Träger der BSG war das örtliche Reichsbahnausbesserungswerk. Leistungsträger im Team vom Stadion „Am Hölzchen“ waren unter anderem die Spieler Kurt Liebrecht, Gerd Backhaus und Ernst Lindner. Als der später übermächtige Konkurrent 1. FC Magdeburg in der Saison 1965/66 aus der Oberliga abstieg, feierte Zeppmeisel mit Stendal mit dem Einzug in das FDGB-Pokal-Finale seinen größten sportlichen Erfolg. Mit Trainer Martin Schwendler verlor Lok Stendal am 30. April 1966 das Finale im Bautzener Stadion an der Müllerwiese gegen die BSG Chemie Leipzig mit Trainer Alfred Kunze mit 0:1 Toren.
Zeppmeisel war als Torwart von 1964 bis 1976 für Lok Stendal aktiv. Er absolvierte 89 Spiele in der DDR-Oberliga und spielte anschließend noch in der DDR-Liga. Zweimal scheiterte Stendal knapp in den Runden 1968/69 und 1969/70 als Vizemeister in der Nordstaffel mit jeweils einem Punkt Rückstand gegenüber Stahl Eisenhüttenstadt (1969) beziehungsweise dem 1. FC Union Berlin (1970) an der Oberligarückkehr.
Von 1976 bis 1977 wirkte Zeppmeisel auch als Trainer von Stendal.